# دنیاگیری کووید-۱۹ در هند
نخستین بار در ۳۰ ژانویهٔ ۲۰۲۰ شیوع ۲۰–۲۰۱۹ کروناویروس از چین به هند مورد تأیید قرار گرفت.

## گاهشمار
اقدامات حفاظتی از ماه ژانویه شروع شد و دولت هند به شهروندانش توصیه‌های مسافرتی داد به ویژه در مورد شهر ووهان که ۵۰۰ دانشجوی پزشکی در آنجا تحصیل می‌کنند. دولت هند از هفت فرودگاه بین‌المللی خود درخواست کرد بر روی مسافرانی که از چین می‌آیند غربال دمایی انجام دهد.